# Đất Lauenburg và Bütow

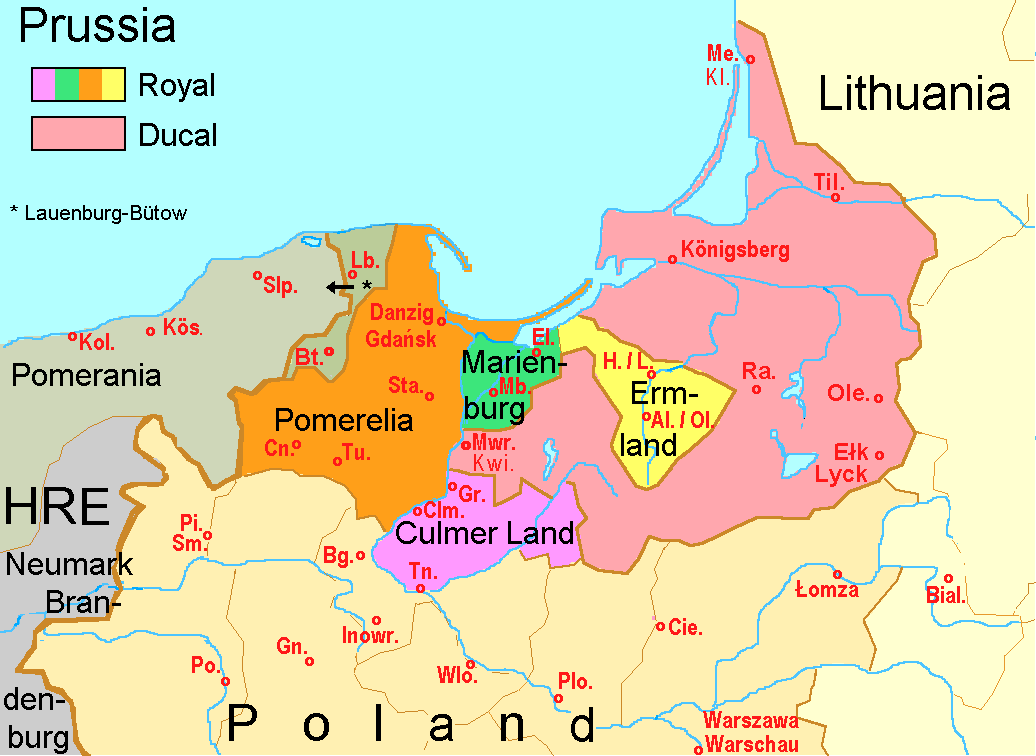
Các huyện Pomerelia của Lauenburg và Bütow, được xác định bởi Lb. và Bt, được phong cho Công tước Pomerania (tính đến năm 1526)

Lauenburg và Bütow Land (tiếng Đức: Länder hoặc Lande Lauenburg und Bütow; tiếng Kashubia: Lãbòrskò-bëtowskô Zemia; tiếng Ba Lan: Ziemia lęborsko-bytowska) hình thành như một vùng lịch sử ở phía Tây của Pomerelia (Lịch sử Ba Lan và giáo hoàng) hoặc ở phần phía Đông của Farther Pomerania (sử học Đức). Nó bao gồm hai huyện tập trung vào các thị trấn Lauenburg (Lębork) và Bütow (Bytów). Vùng đất ngày nay là một phần của Voivodeship Pomerania của Ba Lan.